# Eduard Robert Flegel

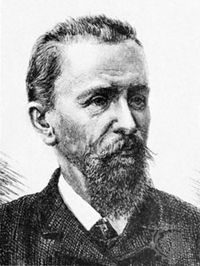
Eduard Robert Flegel.

Eduard Robert Flegel, född 13 oktober 1855 i Vilnius, död 11 september 1886 i Brass vid Nigerdeltat, var en tysk upptäcktsresande i Afrika.
Han var till yrket köpman och kom i denna egenskap till Västafrika. År 1879 for han uppför Benue, 200 kilometer längre upp än någon dittills kommit. År 1880 reste han uppför Niger till Gomba och därifrån till Sokoto samt nådde 1882 genom en alldeles ny kommunikationsled Jola och på återresan till Ngaundere i augusti Benues källor. Med stöd av Afrikanska sällskapet och Tyska kolonialföreningen sökte han öppna Benueområdet för den tyska handeln, men förekoms av det brittiska Nigerkompaniet.